# Wim Volkers
Wim Frederik Volkers, né le 3 octobre 1899 et mort le 4 janvier 1990, est un footballeur puis entraîneur de football néerlandais. Il joue à l'Ajax Amsterdam, faisant partie du Club van 100.

## Biographie

### En club
Wim Volkers joue en faveur de l'Ajax Amsterdam pendant treize saisons, de 1923 à 1936. Il remporte avec cette équipe trois titres de champion des Pays-Bas.

### En équipe nationale
Wim Volkers reçoit sept sélections en équipe des Pays-Bas entre 1924 et 1932, inscrivant deux buts.
Il joue son premier match en équipe nationale le 2 novembre 1924, contre l'Afrique du Sud. Il inscrit un but lors de ce match remporté 2-1 à Amsterdam.
Il inscrit son second but le 29 mars 1925, contre l'Allemagne (victoire 2-1 à Amsterdam). Il reçoit sa dernière sélection le 29 mai 1932, contre la Tchécoslovaquie (défaite 1-2 à Amsterdam).

## Palmarès
Avec l'Ajax Amsterdam
- Championnat des Pays-Bas :
  - Champion : 1931, 1932 et 1934
  - Vice-champion : 1928, 1930 et 1936